# Nacionalismo revolucionario
El nacionalismo revolucionario es una etiqueta amplia que se ha aplicado a muchos tipos diferentes de movimientos políticos nacionalistas que desean lograr sus objetivos a través de una revolución contra el orden establecido. 
Los individuos y organizaciones descritos como nacionalistas revolucionarios incluyen algunas corrientes políticas dentro de la revolución francesa, los republicanos irlandeses comprometidos en la lucha armada contra la Corona británica, el Movimiento Cần Vương contra el dominio francés en Vietnam, el movimiento de independencia de la India en el siglo XX, algunos participantes de la Revolución mexicana, y su posterior adopción por el Partido Revolucionario Institucional; Benito Mussolini y los fascistas italianos; Augusto César Sandino en Nicaragua; el Movimiento Nacionalista Revolucionario en Bolivia, el nacionalismo negro en los Estados Unidos y algunos movimientos independentistas africanos.
Después de la Segunda Guerra Mundial, el término nacionalismo revolucionario fue adoptado en países europeos, especialmente Francia, para designar a grupos tercerposicionistas que combinaban el nacionalismo de extrema derecha y el nacionalismo de izquierda.